# Lujo (Álava)
Lujo (en euskera Luxo y oficialmente Luxo/Lujo) es un concejo del municipio de Ayala, en la provincia de Álava.

## Historia
Hacia mediados del siglo XIX, el lugar, ya por entonces perteneciente a Cigoitia, tenía contabilizada una población de treinta habitantes. Aparece descrito en el décimo volumen del Diccionario geográfico-estadístico-histórico de España y sus posesiones de Ultramar de Pascual Madoz con las siguientes palabras:

LUJO: l. del ayunt. de Ayala, en la prov. de Alava, (á Vitoria 9 leg.) part. jud. de Amurrio (4), aud. terr. de Burgos (22), c. g. de las Provincias Vascongadas, dióc. de Calahorra (30). sit. en una eminencia al pie del pico de Peregaña por E., y por O. del de Lujoban: clima frio y sano, le combate el viento N. y NO., y se padecen algunos catarros y resfriados. Tiene 9 casas, igl. parr. (San Martin) servida por un beneficiado perpétuo con título de cura, de nombramiento del ordinario, y un sacristan, y para el surtido del vecindario hay dos fuentes de aguas comunes y saludables. El térm. que se estiende 1/2 leg. de N. á S., é igual dist. de E. á O., confina N. Retes; E. y S. Oceca, y O. Erbi; comprendiendo en su circunferencia los montes titulados Peregaña, Lujoban, Callejo de Lujo y Polla, poblados de robles, encinas, enebros, zarzas, brezos y espinos con abundantes pastos para los ganados. El terreno es de buena calidad, le atraviesa un arroyo llamado Salto de Lujo que va á confundirse con el r. Aedo. Los caminos son locales y se hallan en mal estado. La correspondencia se recibe de Valmaseda, por balijero, los martes, viernes y domingos, y se despacha los domingos, miércoles y viernes. prod.: trigo, maiz, alubias, habas, arbejas, patatas, manzanas y otras frutas y legumbres: cria de ganado vacuno y caballar: caza de liebres, zorros, garduñas, perdices y tordas. ind. ademas de la agricultura y ganadería, hay un molino harinero. pobl. 7 vec., 30 alm. riqueza y contr.: con su ayunt. (V.)
(Madoz, 1847, p. 465)

En 2022, tenía empadronados 41 habitantes.

## Demografía
| Gráfica de evolución demográfica de Lujo entre 2000 y 2017  |
|                                                             |
| Población de derecho según los censos de población del INE. |

## Patrimonio
Hay en el concejo una iglesia de Nuestra Señora de la Asunción.[cita requerida]